# Francis Rongiéras
Pas d'image ? Cliquez ici

a Compétitions nationales et continentales officielles uniquement.

b Matchs officiels uniquement.
Dernière mise à jour le 18 mars 2024.
Francis Rongiéras, né le 14 mai 1958 à Agonac (Dordogne) et décédé le 15 juin 1991 à Périgueux (Dordogne), est un joueur français de rugby à XV évoluant au poste de troisième ligne centre avec le CA Périgueux et la Section paloise.
Francis Rongiéras s'est éteint des suites d'un malaise cardiaque lors d'une rencontre amicale opposant le CA Périgueux et le Bataillon de Joinville. Le stade Francis-Rongiéras porte son nom. 
Il est le père de Hugo Rongieras et Romain Rongieras.

## Biographie

### Jeunesse et formation
Francis Rongiéras naît le 14 mai 1958 à Agonac et grandit à Saint-Front-d'Alemps. Son père Jean, est un dirigeant du Club athlétique Périgueux Dordogne, mais Francis Rongiéras ne commence le rugby à XV qu'en 1974, lorsqu'un professeur du lycée Bertran-de-Born repère son potentiel. Il intègre ensuite le Bataillon de Joinville.

### En club
À l'âge de vingt ans, il est appelé par l'entraîneur de l'équipe première, Lilian Camberabero, participant ainsi à la montée historique en groupe A lors de la saison 1978-1979, ainsi qu'au seizième de finale mémorable contre le Stade toulousain à Villeneuve-sur-Lot. 
Francis Rongiéras rejoint ensuite la Section paloise au début de la saison 1982-1983. Après des débuts en réserve à Aguiléra face au Biarritz olympique, Rongiéras fait ses débuts en équipe première face au SU Agen au stade Armandie. Rongiéras s'impose comme un titulaire en puissance dans le Béarn. 
En 1986, l'entraîneur Gérard Lom le nomme capitaine, pour succéder à Laurent Cabannes. 
Avec son club de la Section, il s'incline en finale du Championnat de France de rugby à XV 1988-1989 groupe B face au Castres olympique. En effet, le championnat de France 1989 est disputé par quatre-vingt clubs groupés initialement en seize poules de cinq. Les deux premiers de chaque poule (soit 32 clubs) forment alors le groupe A et se disputent le Bouclier de Brennus. Les autres forment alors le groupe B à ne pas confondre avec le championnat de France de rugby à XV de 2e division. 
Il est élu dans le XV des Anciens de la Section. 
En 1989, il a répondu à l'appel du président Jean-Jacques Puech pour renforcer l'équipe de Périgueux, contribuant notamment à une demi-finale mémorable jouée à Issoire contre Montchanin. 

## Décès
Le 15 juin 1991, sur le stade Maurice-Lacoin, Francis Rongiéras a rassemblé ses anciens camarades de la promotion 1979-1980 du Bataillon de Joinville. Tout était réuni pour une journée mémorable, mais malheureusement, en plein match, Francis Rongiéras a été terrassé par un malaise cardiaque et a perdu la vie sur le terrain, plongeant les retrouvailles dans la stupeur et le deuil. Le stade de Périgueux porte désormais son nom.

## Vie privée
Francis Rongiéras est le père de Hugo Rongieras et Romain Rongieras.